# Ficain
Ficain (synonym Ficin, Debricin, Higueroxyl delabarre) ist ein Enzym aus der Gruppe der Cysteinproteasen. Es kommt im Milchsaft der Echten Feige (Ficus carica) und Ficus glabrata vor.

## Eigenschaften
Ficain ist eine Endopeptidase. Es kommt in vier Isoformen vor (A bis D). Es wird durch Cystatin mit einer Dissoziationskonstante von 5 × 10−14 gehemmt. Das pH-Optimum von Ficain liegt bei pH 7. In vitro erfordert Ficain die Zugabe von Thiolen.

## Anwendungen
Ficain wird zur Bestimmung von Blutgruppenantigenen verwendet. Es hydrolysiert die Blutgruppenantigene M, N, S, Duffy a und Duffy b. Weiterhin verstärkt es die Detektion von Antigenen der Blutgruppen Rh, Kidd, Lewis, I und P1. Weiterhin wird Ficain als Fleischzartmacher verwendet.